# NGC 6077
NGC 6077 (другие обозначения — UGC 10254, MCG 5-38-24, ZWG 167.35, NPM1G +27.0518, PGC 57408) — эллиптическая галактика (E) в созвездии Северная Корона.
Этот объект входит в число перечисленных в оригинальной редакции «Нового общего каталога».